# Nijmeegsche Voetbalbond
De Nijmeegsche Voetbalbond (Nijm. VB), is een voormalig voetbalbond in Nederland opgericht op 11 september 1909. In 1996 werd de bond die toen eigenlijk vanaf 1940 afdeling Nijmegen heette, opgeheven door herstructurering bij de Koninklijke Nederlandse Voetbalbond (KNVB). Het gebied van de Nijmeegsche Voetbalbond waren de regio's Nijmegen, Wijchen en later ook het oostelijke gedeelte van de Betuwe.

## Geschiedenis
Door het groeiende aantal voetbalclubs in Gelderland wordt op 11 september 1909, exact een jaar na de oprichting van de Arnhemsche Voetbalbond, de Nijmeegsche Voetbalbond opgericht. Exact twee jaar na de oprichting wordt op 11 september 1911 de bond erkend door de Geldersche Voetbalbond.
Clubs kunnen tot 1922 dan vanuit de hoogste klasse van de Nijmeegsche Voetbalbond promoveren naar Geldersche Voetbalbond en daarna eventueel verder door promoveren naar de NVB. Uiteraard kon degraderen naar de Nijmeegsche Voetbalbond ook.
In het eerste seizoen spelen bij de Nijmeegsche Voetbalbond de clubs Achilles, Concordia, Hercules, Noviomagum, Olympia, SDS (allen uit Nijmegen) en Steeds Voorwaarts uit Lent.
Clubs konden voor 1922 ook aansluiten bij de Geldersche Voetbalbond om vervolgens op die manier te kunnen promoveren naar de NVB. Daarom waren niet alle clubs uit de regio aangesloten bij de Nijmeegsche Voetbalbond. Zelfs enkele clubs sloten zich eerst aan bij de Nijmeegsche om zich na een paar jaar weer uit te schrijven en zich in te schrijven bij de Geldersche Voetbalbond. Het voordeel van direct aangesloten zijn bij de Geldersche Voetbalbond was het sneller kunnen promoveren naar de NVB.
In 1922 zijn er plannen om de Apeldoornsche, Nijmeegsche, Arnhemsche en de Geldersche Voetbalbond met elkaar te laten fuseren. Clubs uit de Arnhemsche Voetbalbond verzetten zich hier tegen. De Apeldoornsche en Nijmeegsche gaan er wel in mee en fuseren met de Geldersche Voetbalbond. Een jaar later op 14 september 1923 besluiten leden van het district Nijmegen van de Geldersche Voetbalbond opnieuw de Nijmeegsche Voetbalbond op te richten en zich daarmee af te scheiden van de Geldersche Voetbalbond.
In 1924 wordt de Nijmeegsche Voetbalbond toegelaten tot de NVB. Vanaf dat moment is de Nijmeegsche Voetbalbond een zelfstandige bond onder de NVB.
De bond staat vanaf dan op dezelfde hoogte als de Geldersche Voetbalbond. Clubs kunnen voortaan vanuit de hoogste klasse van de Nijmeegsche Voetbalbond direct naar het laagste niveau van de NVB promoveren. 
In 1931 begint de Nijmeegsche Voetbalbond ook met een zaterdagcompetitie, terwijl voorheen alleen op zondag gespeeld werd.
In 1940 vindt er bij de NVB, die intussen koninklijk is verklaard en KNVB heet, een herstructurering plaats. De talloze voetbalbonden die Nederland rijk is worden ondergebracht bij de KNVB die vervolgens uit 20 onderafdelingen bestaat. In de meeste gevallen worden de regionale voetbalbonden gefuseerd met de grotere regionale bond. Echter in het zuiden van de provincie Gelderland zijn begin 1940 alleen de Geldersche, Arnhemsche en Nijmeegsche Voetbalbond aanwezig. Alle drie de bonden worden vervolgens in 1940 afdelingen van de KNVB. De Nijmeegsche Voetbalbond heet vanaf 1940 afdeling Nijmegen.

## Afkorting
De officiële afkorting van de Nijmeegsche Voetbalbond was Nijm. VB. Soms werd de naam ook afgekort tot NVB. Dit zaaide vaak wat verwarring, doordat de Nederlandse Voetbalbond ook afgekort werd als NVB.